# سید مهدی موسوی‌نژاد
سیدمهدی موسوی‌نژاد نمایندهٔ دورهٔ نهم مجلس شورای اسلامی و عضو کمیسیون انرژی مجلس شورای اسلامی از حوزهٔ انتخابیهٔ دشتستان در استان بوشهر است.